# Соколы (Крым)
Со́колы (до 1948 года Ойфгонг, ранее Аманша́ Евре́йская; укр. Соколи, крымскотат. Amanşa, Аманша) — село в Раздольненском районе Республики Крым, входит в состав Серебрянского сельского поселения (согласно административно-территориальному делению Украины — Серебрянского сельского совета Автономной Республики Крым)

## Население
| 1989 | 2001 | 2009 | 2014 |
| ---- | ---- | ---- | ---- |
| 266  | ↘264 | ↘190 | ↘168 |

Всеукраинская перепись 2001 года показала следующее распределение по носителям языка
| Язык             | Процент |
| ---------------- | ------- |
| русский          | 41.67   |
| украинский       | 30.68   |
| крымскотатарский | 25.38   |
| белорусский      | 2.27    |

## Современное состояние
На 2016 год в Соколах числится 4 улицы; на 2009 год, по данным сельсовета, село занимало площадь 73,6 гектара, на которой в 72 дворах проживало 190 человек. В селе действуют сельский клуб, библиотека, храм преподобной Марии Египетской. Соколы связаны автобусным сообщением с райцентром и соседними населёнными пунктами.

## География
Соколы — село в центре района, в степном Крыму, высота центра села над уровнем моря — 87 м. Ближайшие населённые пункты — Орловка в 5 км на запад, Волочаевка в 5 км на север, Серебрянка в 4 км на восток и Бахчёвка в 3 км на юг. Расстояние до райцентра около 25 километров (по шоссе), ближайшие железнодорожные станции — Красноперекопск (на линии Джанкой — Армянск) и Евпатория — примерно 65 километров. Транспортное сообщение осуществляется по региональной автодороге 35Н-430 Серебрянка — Орловка (по украинской классификации — С-0-11110).

## История
Еврейский переселенческий участок № 73, или Аманша еврейская, был образован, видимо, в начале 1930-х годов, судя по доступным историческим документам, уже после создания, в свете постановления ВЦИК РСФСР от 30 октября 1930 года (по другим данным 15 сентября 1931 года) Фрайдорфского (переименованного в 1944 году в Новосёловский) еврейского национального (лишённого статуса национального постановлением Оргбюро ЦК КПСС от 20 февраля 1939 года) района. Примерно в те же годы в селе был создан колхоз им. Сталина, время присвоения названия Ойфганг, или Он-Франг (на идиш — Подъём) пока не установлено — на карте 1934 года обозначен уже Он-Франг.
Во время Великой Отечественной войны 21 декабря 1941 года, в период фашистской оккупации, карательный отряд вывел за село 195 жителей еврейской зп окраину села, где их расстреливали и сбрасывали в колодец На месте гибели мирных жителей после освобождения села был установлен памятник в виде ступенчатой четырёхугольной пирамиды, увенчанной металлической звездой и мемориальной доской на лицевой стороне. Постановлением Совета министров Республики Крым № 627 от 20 декабря 2016 года памятник отнесён к категории объектов культурно-исторического наследия России регионального значения. Также в память об этом событии в центре села установлен памятный знак.
С 25 июня 1946 года Ойфганг в составе Крымской области РСФСР.
Указом Президиума Верховного Совета РСФСР от 18 мая 1948 года, Ойфгонг переименовали в Соколы. 25 июля 1953 года Новоселовский район был упразднен и село включили в состав Раздольненского. 26 апреля 1954 года Крымская область была передана из состава РСФСР в состав УССР. Время включения в Воронкинский сельсовет пока не установлено: на 15 июня 1960 года село уже числилось в его составе. Указом Президиума Верховного Совета УССР «Об укрупнении сельских районов Крымской области», от 30 декабря 1962 года село присоединили к Черноморскому району. 1 января 1965 года, указом Президиума ВС УССР «О внесении изменений в административное районирование УССР — по Крымской области», вновь включили в состав Раздольненского. По данным переписи 1989 года в селе проживало 266 человек. С 12 февраля 1991 года село в восстановленной Крымской АССР, 26 февраля 1992 года переименованной в Автономную Республику Крым. С 21 марта 2014 года в составе Крыма аннексировано Россией.